# 塞克勒特里島
45°15′S 166°55′E / 45.250°S 166.917°E
塞克勒特里島（英文名稱：Secretary Island）是位於紐西蘭西南部的一個島嶼，完全在菲奧德蘭國家公園內。形狀約為三角形，位於道特福爾灣（Doubtful Sound）的南部及湯姆生峽灣（Thompson Sound）的北部，而其西岸則面向塔斯曼海。此島的最高點達1200米。目前此島無人居住，面積約為81km2。
目前紐西蘭保育部已將此島作為其海島復育計劃之一，並正在處理島上所有可能危害其原生生物的一切外來物種。

## 外部連結
- Department of Conservation